# Ивановский, Александр Осипович
Александр Осипович Ивановский (1792 — после 1861) — олонецкий, затем смоленский вице-губернатор, действительный статский советник (1859). Участник подавления восстания декабристов.

## Биография
Из дворян Минской губернии. Римско-католического вероисповедания. Вступил в службу в гвардии Московский полк. Подпрапорщик с 1818 г. С 1821 г. — портупей-прапорщик, с 1823 г. — прапорщик, с 1825 г. — поручик. В 1826 г. участвовал в войне против армии Аббас-мирзы.
За участие в подавлении восстания декабристов в Санкт-Петербурге получил право убавить 1 год из 25-летнего срока получения ордена Святого Георгия. С 1830 г. — в отставке от воинской службе.
Определен в Департамент мануфактур и внутренней торговли. С 1833 г. переименован в коллежские асессоры, определен полицмейстером судоходства Мариинского канала, член окружного правления II Округа путей сообщения и публичных зданий. С 1834 г. — надворный советник. С 1835 г. — член вытегорского экономического комитета.
С 18 января 1838 г. — олонецкий вице-губернатор, директор Олонецкой казенной палаты,с 20 января 1840 г. — смоленский вице-губернатор.
С 1851 по 1861 гг. — правитель дел канцелярии Совета Главного управления путей сообщения и публичных зданий.

## Награды
- Орден Святого Владимира IV степени
- Орден Святой Анны II степени
- Орден Святого Станислава II степени
- Орден Персидского Льва и Солнца III степени
- Пехотная золотая сабля «За храбрость»

## Семья
- Жена — Анна Дмитриевна Березина
- сын Николай, советник Казанской удельной конторы
- Дочь Анна